# میروسلاو بیچانیچ
میروسلاو بیچانیچ (کرواتی: Miroslav Bičanić؛ زادهٔ ۲۹ اکتبر ۱۹۶۹) بازیکن فوتبال اهل کرواسی بود.
از باشگاه‌هایی که در آن بازی کرده‌است می‌توان به باشگاه فوتبال اوسیک، باشگاه فوتبال بنی یهودا تل آویو، باشگاه فوتبال زاگرب، باشگاه فوتبال هانزا روستوک، باشگاه فوتبال چونگ‌کینگ دنگ‌دای لیفان، و باشگاه فوتبال دویسبورگ اشاره کرد.
وی همچنین در تیم ملی فوتبال کرواسی بازی کرده‌است.